# Liste des prénoms lubas
La liste des prénoms d'origine luba regroupera tous les prénoms de cette origine.
- Haut – A
- B
- C
- D
- E
- F
- G
- H
- I
- J
- K
- L
- M
- N
- O
- P
- Q
- R
- S
- T
- U
- V
- W
- X
- Y
- Z

## I
- Ilunga[1]

## K
- Kabanga
- Katuma
- Kabengele
- Kalobo
- Kalenda
- Kabuya

## M
- Mbuyi
- Meeji : l’intelligence
- Mbiye
- Mbaya

## T
- (x) Tshanza : « celui qui fait », ce prénom est donné à un enfant dans l’espoir qu’il travaillera bien et aidera les autres[réf. souhaitée].
- (x)  Tshela : « enfant né avec les pieds en premier », vient du tshiluba cyela makàsà[réf. souhaitée].
- (x) Tshiamu
- (x) Tshituka : « enfant né prématuré », vient du tshiluba citùùka[réf. souhaitée]